# Sophie Garel
Sophie Garel (* 22. April 1942 in Oran, Algerien; eigentlich: Lucienne Garcia) ist eine französische Radio- und Fernsehmoderatorin.

## Leben und Wirken
Garel, Tochter eines Parfumeurs, begann in Algerien Kunstgeschichte zu studieren, wurde 1960 Ansagerin bei Télé Oran und ging 1961 nach Marseille, wo sie bereits ein Jahr später ihre Laufbahn als französische Fernsehansagerin und -moderatorin aufnahm. Sie moderierte 1965 beim Rundfunksender Europe 1 und wechselte danach zu RTL, wo sie in der Regel als Co-Moderatorin im Mittags- oder Nachmittagsprogramm eingesetzt wurde. Sie moderierte zudem Shows und Quizsendungen imf RTL-Fernsehen sowie bei TF1, FR2 und Canal+.
1968 vertrat Garel als Sängerin im Duett mit Chris Baldo das Großherzogtum Luxemburg beim Grand Prix Eurovision de la Chanson in London und belegte mit dem Lied Nous vivrons d’amour den elften Platz.
Sie zählt zu den dienstältesten Fernsehmoderatorinnen Frankreichs.